# دوقية ساكسونيا كوبورغ زالفلد
دوقية ساكسونيا كوبورغ زالفلد (بالألمانية: Herzogtum Sachsen-Coburg-Saalfeld) واحدة من الدوقيات الساكسونية التي حكمها الخط الإرنستي من سلالة آل فتن. واستمر خط ساكسونيا كوبورغ زالفلد التي أنشأ سنة 1699 حتى إعادة تنظيم الأراضي الإرنستية التي وقعت في أعقاب انقراض خط ساكسونيا غوثا في عام 1825، وفيه تحصل خط ساكسونيا كوبورغ زالفلد على غوتا، لكنه فقد زالفلد لصالح ساكسونيا ماينينغن.

## حاكم الدوقية
- 1729-1680: يوهان إرنست الرابع؛ ابن الأصغر لإرنست الأول، دوق ساكس غوتا.
- 1745-1729: كريستيان إرنست الثاني؛ ابن البكر ليوهان إرنست (حكم بالمشاركة مع شقيقه فرانتس يوشيا، كانت إقامته في سالفيلد).
- 1764-1745: فرانتس يوشيا؛ شقيق كريستيان إرنست (قبل 1745، حكم بالمشاركة مع شقيقه، كانت إقامته في كوبورغ).
- 1800-1764: إرنست فريدرش؛ ابن فرانتس يوشيا.
- 1806-1800: فرانتس؛ ابن إرنست فريدرش.
- 1826-1806: إرنست الأول؛ ابن فرانتس (منذ 1826 أصبح دوق ساكس-كوبرغ وغوتا؛ توفي في 1844).

ولاستمرار القائمة انظر:ساكس-كوبرغ وغوتا.